# Stazione di Yamato-Shinjō
La stazione di Yamato-Shinjō (大和新庄駅?, Yamato-Shinjō-eki) è una fermata ferroviaria di situata nella città di Katsuragi, nella prefettura di Nara in Giappone. La stazione è servita dalla linea Wakayama della JR West.

## Linee
JR West
■ Linea Wakayama

## Struttura
Si tratta di una fermata lungo la linea Wakayama, a binario semplice, ed è costituita da un solo marciapiede laterale con un binario usato in entrambe le direzioni. Il piccolo fabbricato viaggiatori possiede una sala d'attesa, distributori automatici di biglietti, ma è privo di supporto alla bigliettazione elettronica ICOCA.

## Stazioni adiacenti
| ≪              | Servizio       | ≫              |
| Linea Wakayama | Linea Wakayama | Linea Wakayama |
| -------------- | -------------- | -------------- |
| Takada         | Locale         | Gose           |